# توهوكو شينكانسن

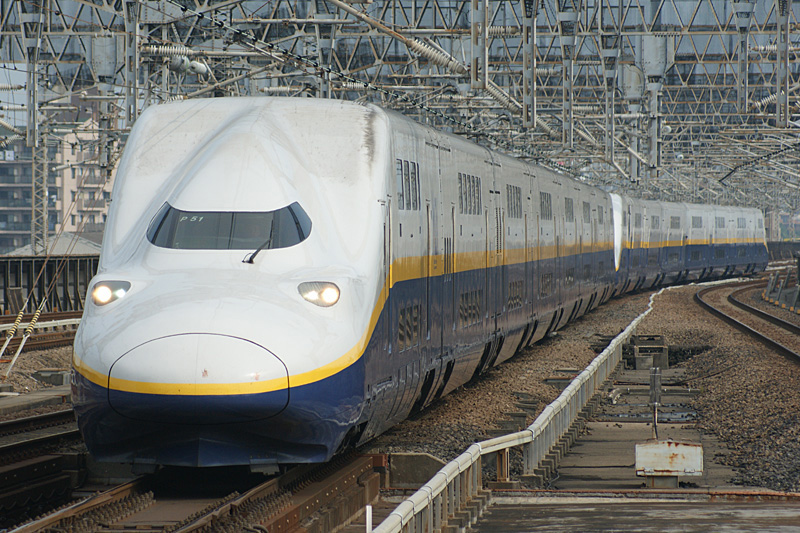
قطار على توهوكو شينكانسن

توهوكو شينكانسن (باليابانية: 東北新幹線) هو خط للسكك الحديدية فائقة السرعة (شينكانسن) في اليابان يربط طوكيو مع هاتشينوه في محافظة آوموري ليصل إجمالي طوله إلى 593 كم، وهو أطول خط شينكانسن في اليابان. يمر الخط في أكثر المناطق قلة من حيث عدد السكان في منطقة توهوكو في جزيرة هونشو. ويتفرع منه خطان هما خط شينكانسن ياماغاتا وخط شينكانسن أكيتا. يدير الخط شركة إيست جابان للسكك الحديدية (جيه آر الشرق).

## الجدول الزمني
- 28 نوفمبر، 1971 : البدء ببناء الخط.
- 23 يونيو، 1982 : افتتاح جزء موريوكا - أوميا.
- 14 مارس، 1985 : افتتاح جزء أوينو - أوميا.
- 20 يونيو، 1991 : افتتاح جزء طوكيو - أوينو.
- أكتوبر 1998 : الراكب رقم مليار ينقل على خط توهوكو شنكانسن.
- 1 ديسمبر، 2002 :افتتاح جزء موريوكا - هاتشينوه.

حاليا امتداد من هاتشينوهه إلى شين أومورى قيد الإنشاء، ومن المقرر افتتاحه في ديسمبر 2010.

## الروابط الخارجية
- موقع شركة جيه آر الشرق (باليابانية)